# Klosterfilz

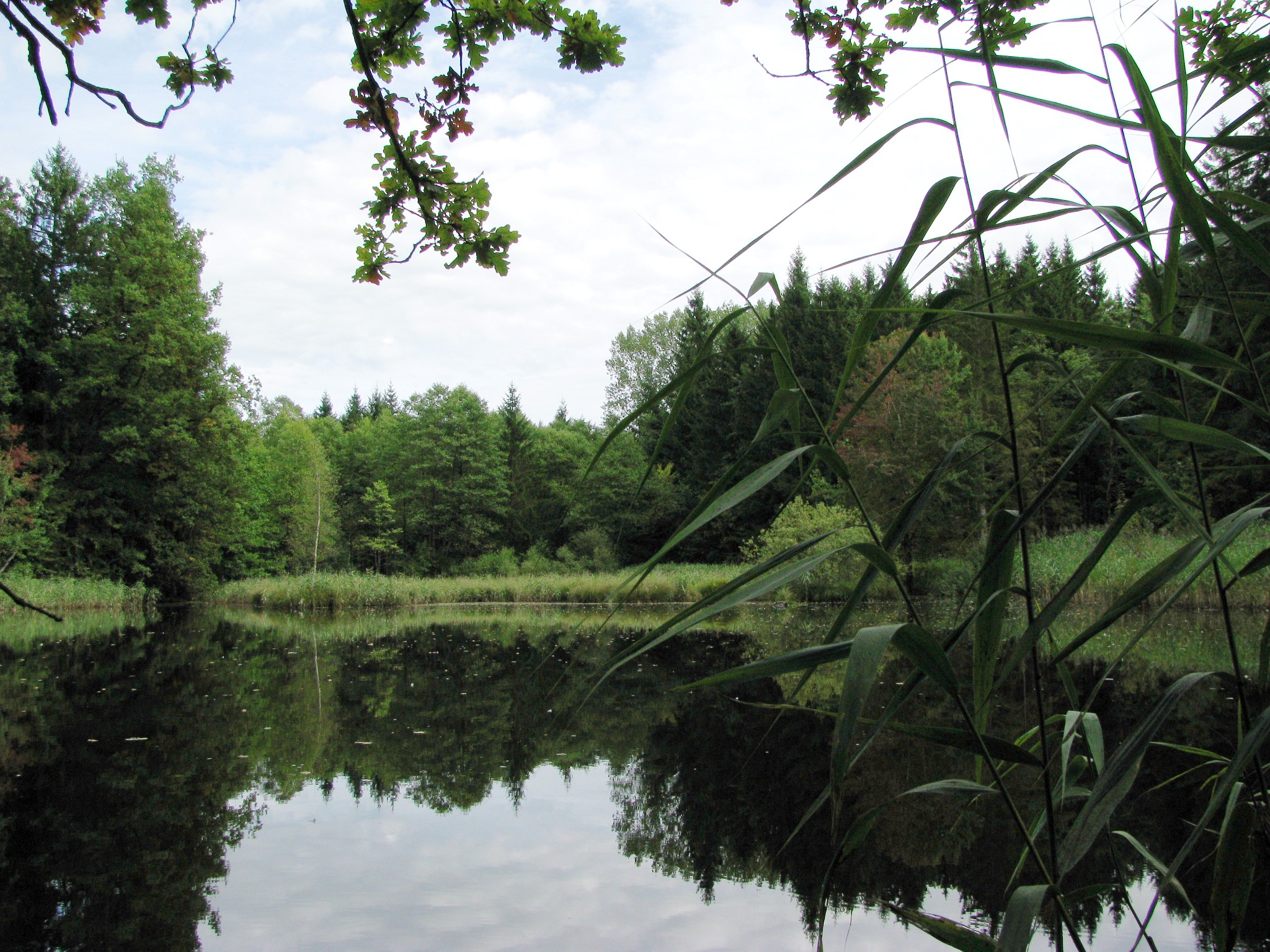
Naturschutzgebiet Klosterfilz (September 2010)

Das Naturschutzgebiet Klosterfilz liegt auf dem Gebiet der Gemeinde Dietramszell im Landkreis Bad Tölz-Wolfratshausen in Oberbayern. Es ist Teil des FFH-Gebietes Moore zwischen Dietramszell und Deining (8135-371) und gehört zur Tölzer Moorachse.
Das 25,8 ha große Gebiet mit der Nr. NSG-00280.01, das im Jahr 1986 unter Naturschutz gestellt wurde, erstreckt sich östlich des Kernortes Dietramszell. Nördlich verläuft die St 2073.